# 瀧尾站
瀧尾站（日语：／ Takio eki */?）是位於大分縣大分市大字津守，九州旅客鐵道（JR九州）的豐肥本線車站。

## 歷史
當初車站計劃設於現時瀧尾站南邊，軒田和宮崎中間。於現時敷戶站附近。但是，當時瀧尾站附近設有絲綢廠、造酒廠、醬油工廠等。為了運送煤炭至工場，工廠代表與當地居民共同提交請願書，希望把車站設置於現處。
在1961年（昭和36年），大分汽車專修學校遷移至車站附近，使此站較多師生使用。
- 1914年（大正3年）4月1日：犬飼輕便鐵道大分至中判田之間開通，此站啟用[8][2][9]。
- 1928年（昭和3年）12月2日 - 路線改名為豐肥本線[2]。
- 1966年（昭和41年）4月1日：成為業務委託車站[4]。
- 1971年（昭和46年）10月1日：結束貨物起卸業務，同時成為無人車站[4]。
- 1987年（昭和62年）4月1日：伴隨國鐵分割民營化，車站由九州旅客鐵道（JR九州）營運[10][11][12][2]。
- 2012年（平成24年）12月1日：此站開始可以使用IC卡SUGOCA[13]。
- 2018年（平成30年）3月17日：引入車站遠端資訊系統（日语：駅集中管理システム）「ANSWER」[5]。

## 車站構造
車站是一座地面車站，設有2面2線的相對式月台。各月台之間設有站內平交道連接。
此站是無人車站。此站設有車站小屋，小屋內設有售票處。在小屋以外設有自動售票機。該小屋也曾經在日豐本線別府大學站使用，因此小屋中可隱約看到「別府大學站」。
此站設有IC卡「SUGOCA」入出閘機，此站不可為IC卡增值。
除了小屋和月台以外沒有其他設施。車站附近設有單車停泊處和自動販賣機。另外，在單車停泊處設有站名牌「JR 瀧尾站」。

### 月台
| 月台 | 路線      | 上下行 | 方向                               |
| ---- | --------- | ------ | ---------------------------------- |
| 1    | ■豐肥本線 | 上行   | 豐後竹田、宮地、肥後大津、熊本方向 |
| 1    | ■豐肥本線 | 下行   | 大分方向                           |
| 2    | ■豐肥本線 | 上行   | 豐後竹田、宮地、肥後大津、熊本方向 |

## 車站周邊

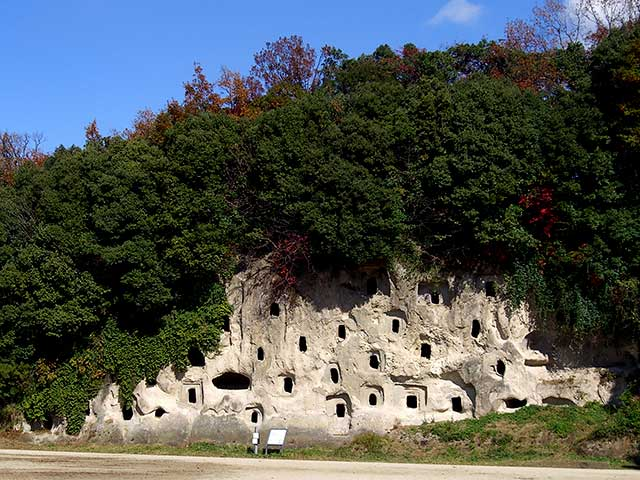
瀧尾百穴橫穴古墳群（瀧尾中學內）

車站正面側（北西方）設有住宅區。後方為碇山、碇山公園和熊野神社。車站周邊設有農地。

### 名勝、舊蹟
- 碇山（日语：碇山 (大分県)）
- 曲石佛（日语：曲石仏） - 大分縣指定史蹟。
- 瀧尾百穴橫穴古墳群（日语：滝尾百穴横穴古墳群） - 大分市指定史蹟。
- 大分社（日语：大分社）

### 公共設施
- 大分瀧尾郵局
- 大分市立瀧尾中學（日语：大分市立滝尾中学校）
- 大分市立瀧尾小學
- 大分市立森岡小學

### 其他
- 碇山溫泉
- 大分汽車學校（日语：大分自動車学校） - 步行15分鐘

### 道路
- 大分自動車道
- 縣道56號中判田下郡線（日语：大分県道56号中判田下郡線）

## 相鄰車站
九州旅客鐵道（JR九州）
■豐肥本線
敷戶－瀧尾－（下郡號誌站）－大分

## 注腳
1. 1 2 3 4 5 6  . 週刊朝日百科. 38号 大分駅・由布院駅・田主丸駅ほか. 朝日新聞出版. 2013-05-12: 26 （日语）.
2. 1 2 3 4  曾根悟（監修）. 朝日新聞出版分冊百科編集部（編集） , 编. . 週刊朝日百科. 27号・豊肥本線／久大本線. 朝日新聞出版. 2010-01-24: 14–15 （日语）.
3. ↑   (PDF). 九州旅客鉄道.   [2020-12-27]. （原始内容存档 (PDF)于2020-08-24） （日语）.
4. 1 2 3 4  荘田啓介. . 大分合同新聞社. 1987.2: 314 （日语）.
5. 1 2   (PDF) (新闻稿). 九州旅客鉄道. 2018-02-16  [2020-02-07]. （原始内容 (PDF)存档于2018-06-19） （日语）.
6. ↑  九州鉄道百年祭実行委員会・百年史編纂部会 (编).  初版. 九州旅客鐵道. 1988: 221 （日语）.
7. ↑  各駅停車・大分県歴史散歩 ふるさとの駅 (15) 滝尾・中判田PDF（日語） 梅木秀德，大分合同新聞社，2007年6月8日
8. ↑  日本《官報》第498號「鉄道院告示第23号」，內閣印刷局：1914年3月30日，第729頁：國立國會圖書館電子化資料。
9. ↑  祝 豊洲鉄道佐伯線・犬飼軽便線 大分市内6駅 高城駅・鶴崎駅・坂ノ市駅・幸崎駅・滝尾駅・中判田駅 開業100周年PDF（日語） 九州旅客鐵道株式會社，2014年3月20日
10. ↑  九州鉄道百年祭実行委員会・百年史編纂部会 (编).  初版. 九州旅客鉄道. 1988: 181 （日语）.
11. ↑  『交通年鑑 昭和63年版』 交通協力會，1988年3月。
12. ↑  今村都南雄 『民営化の效果と現実NTTとJR』 中央法規出版，1997年8月。ISBN 978-4805840863
13. ↑  . 交通新聞 (交通新聞社). 2012-12-04: 1 （日语）.
14. ↑  西崎さいき. . イカロス出版. 2010: 72. ISBN 978-4863202702 （日语）.

## 外部連結
- 瀧尾（車站資訊） - 九州旅客鐵道（日語）